# پی‌اف‌سنس
پی‌اف‌سنس (به انگلیسی: pfSense) یک مسیریاب و دیوار آتش است که مبتنی بر فری‌بی‌اس‌دی توسعه می‌یابد. پی‌اف‌سنس، قابلیت‌های فراهم می‌کند که تنها در دیوار آتش‌های تجاری گران‌قیمت یافت می‌شوند. پی‌اف‌سنس را می‌توان از طریق یک رابط مبتنی بر وب پیکربندی کرده و بروزرسانی کرد. رابط تحت وب پی‌اف‌سنس طوری طراحی شده که کاربران بدون نیاز به دانستن جزئیات سطح پایین و تحتانی سیستم (فری‌بی‌اس‌دی) بتوانند آن را مدیریت کنند. پی‌اف‌سنس یک نرم‌افزار آزاد است و تحت پروانه بی‌اس‌دی منتشر می‌شود. این پروژه در سال ۲۰۰۴ به صورت انشعابی از مونوال به وجود آمد.